# Buckner Mountain
Buckner Mountain (parfois mont Buckner) est une montagne située sur le territoire des comtés de Chelan et de Skagit au nord de l'État de Washington aux États-Unis. Culminant à 2 777 mètres d'altitude, la montagne qui appartient à la partie nord de la chaîne des Cascades est une des plus hautes montagnes au sein du parc national des North Cascades. La montagne tire son nom d’Henry Freeland Buckner, un propriétaire d’une exploitation minière de la région.

## Géographie
La montagne atteint une altitude de 2 777 mètres ce qui fait d’elle un des plus grands sommets non volcaniques de l'État de Washington. Selon les sources, elle est classée en sixième ou onzième position en termes d’altitude,. Elle est par ailleurs le point culminant du comté de Skagit et le troisième sommet du parc national des North Cascades après le mont Shuksan et Goode Mountain.
La montagne, située dans une région riche en glaciers, se compose de deux sommets de hauteurs quasiment identiques et reliés par une crête d’une centaine de mètres. La montagne se situe à la frontière des bassins hydrographique des fleuves Skagit et Columbia.